# Odynerus lamellipes
Odynerus lamellipes är en stekelart som beskrevs av Giordani Soika. Odynerus lamellipes ingår i släktet lergetingar, och familjen Eumenidae. Utöver nominatformen finns också underarten O. l. lateraloides.